# Þingeyrarkirkja

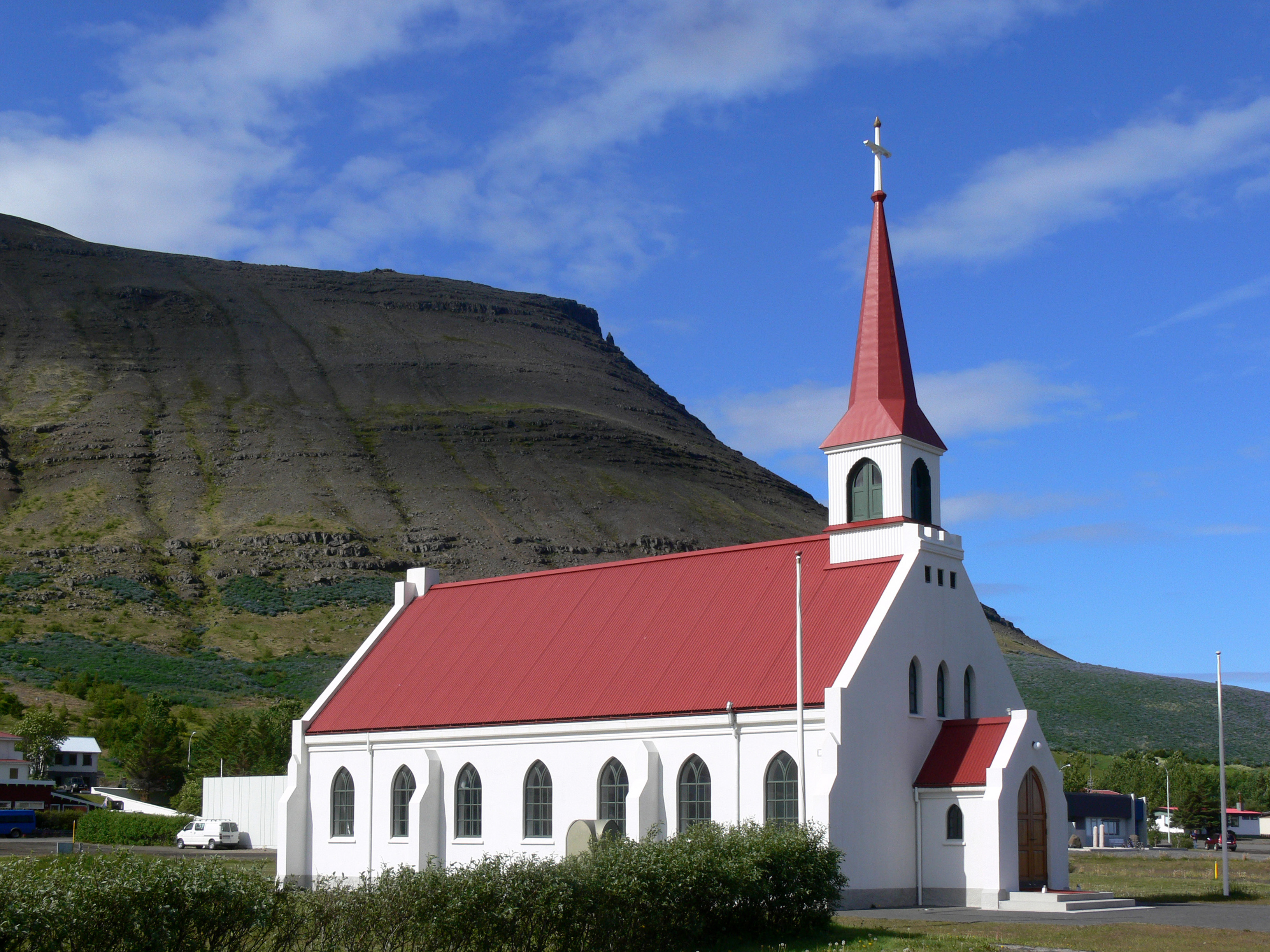
Kirche von Þingeyri

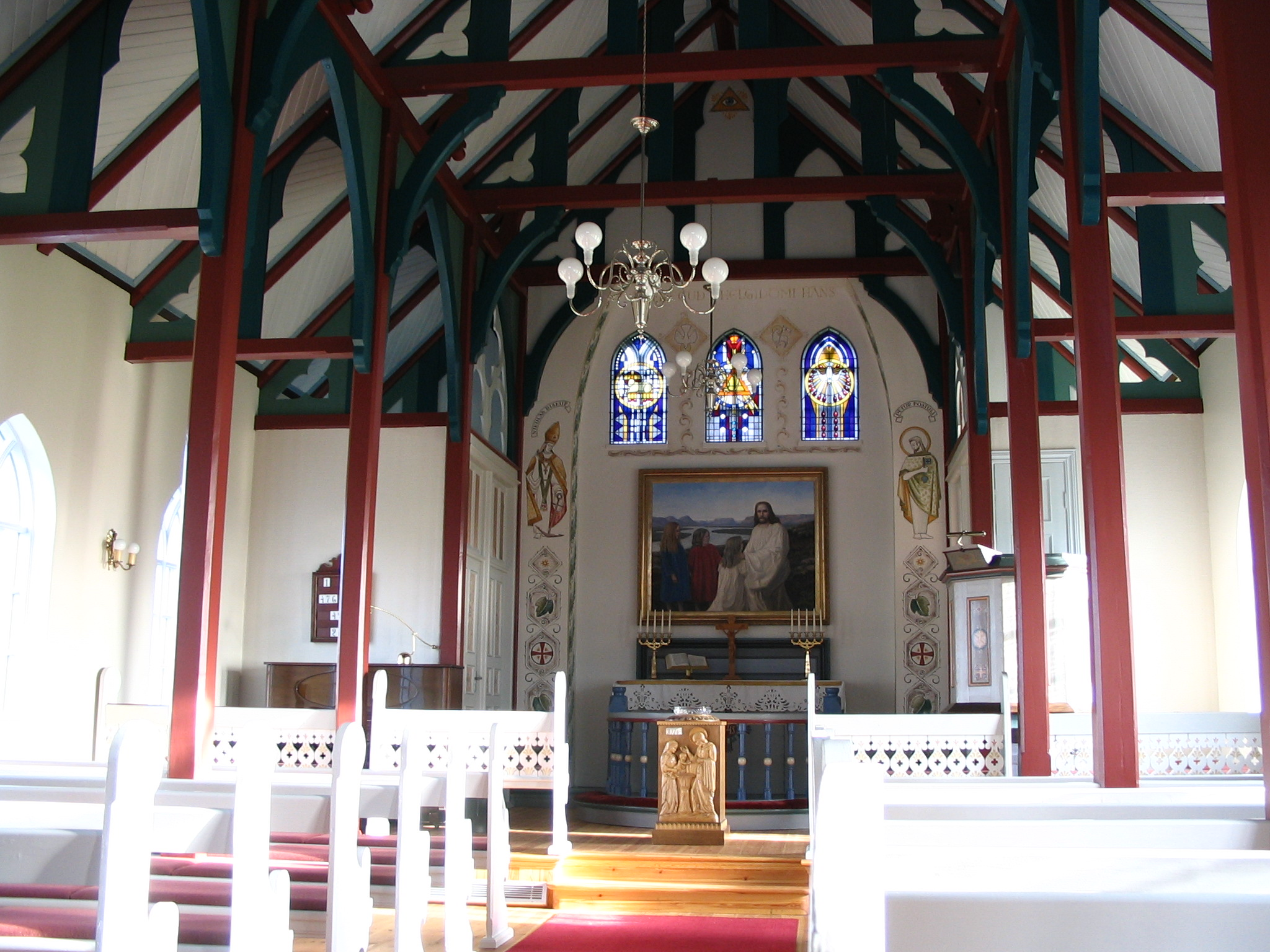
Kirche von Þingeyri, Innenansicht

Die Þingeyrarkirkja ist eine evangelisch-lutherische Kirche in Þingeyri in der Gemeinde  Ísafjarðarbær in der Region Vestfirðir im äußersten Nordwesten Islands. Sie wurde aus Bruchsteinen bewusst in Nord-Süd-Richtung gebaut, damit sie vom Meer aus möglichst zu sehen war, und in ihrem Innern sind unter anderem mehrere Gemälde und Kunstgegenstände beachtenswert, sie sich ursprünglich in anderen, heute nicht mehr existierenden Kirchen befanden. Besonders bekannt ist das Gemälde „Jesus segnet die Kinder“ über dem Altar – für die dargestellte Landschaft diente wahrscheinlich der nahegelegene Fjord Dýrafjörður als Vorbild.

## Geografie
Die Kirche befindet sich im Ort Þingeyri am Dýrafjörður.

## Beschreibung
Die Kirche wurde in den Jahren 1910 bis 1911 nach dem Entwurf von Rögnvaldur Ólafsson errichtet.